# Павленяти
Павленяти — (біл. вёска Паўляняты), село (веска) в складі Логойського району розташоване в Мінській області Білорусі, підпорядковане Янушковицькій сільській раді.
Село Павленяти розташоване в центральних районах Білорусі, у північній частині Мінської області - орієнтовне розташування [Архівовано 26 травня 2020 у Wayback Machine.].